# Pyridoxine 5'-phosphate synthase
 Trong enzyme học, pyridoxine 5'-phosphate synthase (EC 2.6.99.2) là enzyme xúc tác cho phản ứng hóa học
1-deoxy-D-xylulose 5-phosphate + 3-hydroxy-1-aminoacetone phosphate {\displaystyle \rightleftharpoons } pyridoxine-5'-phosphate + phosphate + 2 H2O
Hai cơ chất của enzyme này là 1-deoxy-D-xylulose 5-phosphate (DXP) và 3-hydroxy-1-aminoacetone phosphate (HAP), 3 sản phẩm là H2O, phosphate và pyridoxine-5'- phosphate (một vitamer của pyridoxal phosphate).

## Cấu trúc
Trong điều kiện sinh học, pridoxine-5'-phosphate synthase, hay pdxJ, có cấu trúc như một octamer. Octamer này có thể được coi là tetramer được dimer hóa. Trong mỗi dimer, dư lượng arginine Arg20 tạo thành một phần của vị trí hoạt động trong monome khác, nơi liên kết cả hai nhóm phosphate.

## Phân loại
Enzyme này thuộc họ transferase, thuộc nhóm chuyển đổi nhóm chứa nitơ này sang nhóm chứa nitơ khác.

## Danh pháp
Tên hệ thống của lớp enzyme này là 1-deoxy-D-xylulose-5-phosphate: 3-amino-2-oxopropyl phosphate 3-amino-2-oxopropyltransferase (phosph-hydrolysing; cyclizing). Các tên khác được sử dụng phổ biến bao gồm pyridoxine 5-phosphate phospho lyase, PNP synthase và PdxJ.

## Vai trò sinh học
Enzyme này tham gia vào quá trình chuyển hóa vitamin B6. pdxJ đóng vai trò trong con đường phụ thuộc DXP của pyridoxal phosphate. Con đường phụ thuộc DXP được tìm thấy chủ yếu ở proteobacteria dạng γ và một số vi khuẩn proteobacteria dạng α. Do sự phân phối này, pdxJ là một  mục tiêu tiềm năng để làm kháng sinh. Tuy nhiên, phương pháp này bị giới hạn vì pdxJ không được tìm thấy trong ký sinh trùng bắt buộc.  Chuyển hóa vitamin B 6 trong microbiome cũng đã được chứng minh là làm thay đổi tác dụng của một số hợp chất trên vật chủ.